# 愛知縣第1區
愛知縣第1區是日本眾議院的選區，設立於1994年。

## 小選舉区選出議員
| 選舉名                 | 年     | 当選者   | 党派                | 選區範圍                       |
| ---------------------- | ------ | -------- | ------------------- | ------------------------------ |
| 第41屆眾議院議員總選舉 | 1996年 | 河村隆之 | 新進党              | 名古屋市東区、北区、西区、中区 |
| 第42屆眾議院議員總選舉 | 2000年 | 河村隆之 | 民主党              | 名古屋市東区、北区、西区、中区 |
| 第43屆眾議院議員總選舉 | 2003年 | 河村隆之 | 民主党              | 名古屋市東区、北区、西区、中区 |
| 第44屆眾議院議員總選舉 | 2005年 | 河村隆之 | 民主党              | 名古屋市東区、北区、西区、中区 |
| 第45屆眾議院議員總選舉 | 2009年 | 佐藤夕子 | 民主党              | 名古屋市東区、北区、西区、中区 |
| 第46屆眾議院議員總選舉 | 2012年 | 熊田裕通 | 自由民主党          | 名古屋市東区、北区、西区、中区 |
| 第47屆眾議院議員總選舉 | 2014年 | 熊田裕通 | 自由民主党          | 名古屋市東区、北区、西区、中区 |
| 第48屆眾議院議員總選舉 | 2017年 | 熊田裕通 | 自由民主党          | 名古屋市東区、北区、西区、中区 |
| 第49屆眾議院議員總選舉 | 2021年 | 熊田裕通 | 自由民主党          | 名古屋市東区、北区、西区、中区 |
| 第50屆眾議院議員總選舉 | 2024年 | 河村隆之 | 減稅日本 日本保守黨 | 名古屋市東区、北区、西区、中区 |